# William Harbord
William Harbord (1635. április 25. – Nándorfehérvár, 1692. július 31. vagy augusztus 10.) angol diplomata, politikus, 1661-1690 között különböző időszakokban az angol parlament alsóházának tagja.

## Élete
Charing Cross-i sir Charles Harbord (1596–1679) és második felesége kenti Mary van Aelst második fia.
Már az 1680-as évek közepén nyíltan támogatta III. Orániai Vilmos trónralépését. Hollandiába emigrált, majd 1686-ban részt vett Buda ostromában. 1688-ban tért haza Orániai Vilmos seregével, majd hivatalokat vállalt. 1690-ben Írország alkincstárnoka lett.
1691 novemberében nevezték ki török követté, de útban Konstantinápoly felé elhunyt. Az osztrák örökös tartományokban és a Magyar Királyságban tett utazásairól szóló jelentései figyelemreméltóak.